# Prekompleks Bötzinger
Prekompleks Bötzinger, preBötC (z ang. pre-Bötzinger complex) – skupisko interneuronów zlokalizowane w brzuszno-bocznej części rdzenia przedłużonego, mające kluczowe znaczenie dla generowania rytmu oddechowego u ssaków. Dokładny mechanizm generowania rytmu i jego przekazywania do jąder ruchowych jest kontrowersyjny i wciąż stanowi przedmiot badań. 
Wykazano, że szereg syntetycznych związków działa wybiórczo na neurony preBötC, w większości działając jako selektywne agonisty lub antagonisty receptorów komórek tego obszaru. Wiele neuronów kompleksu wykazuje ekspresję receptorów dla GABA, NMDA i adenozyny – związki wywierające działanie na te receptory najskuteczniej zmieniają rytm oddechowy.
Jednym z nowo odkrytych związków działających na ten obszar mózgowia jest BIMU-8, selektywny antagonista receptorów serotoninowych 5HT4. Uważa się, że BIMU-8 działa na preBötC i zwiększa częstotliwość rytmu oddechowego. Adenozyna moduluje wyjściowy sygnał z preBötC poprzez aktywację receptorów adenozynowych A1 i A2A. W badaniach in vitro u myszy agonista receptora adenozynowego A1, nazwany N-6-cyklopentyladenozyną (NCPA), powodował depresję rytmogenezy preBötC w mechanizmie niezależnym od receptorów GABA i glicyny. Inny związek, nazwany CGS-21680, działający na receptory A2A powodował in vivo bezdech u 14–21-dniowych szczurów. Jest to model zwierzęcy służący badaniom nad bezdechem wcześniaków i nagłą śmiercią łóżeczkową.
Nazwa „prekompleks Bötzinger” pochodzi pośrednio od kompleksu Bötzinger, niewielkiego skupiska neuronów również zaangażowanego w kontrolę oddychania, położonego (wbrew nazwie) dogłowowo względem prekompleksu Bötzinger. Kompleks Bötzinger został odkryty przez Lipskiego i Merilla, a odkrycie przedstawiono na międzynarodowym sympozjum w Heidelbergu. Podczas bankietu podawano wino reńskie Bötzinger, na którego cześć nazwano nowo opisaną strukturę anatomiczną.